# 加古勉
加古 勉（かこ つとむ、1952年7月12日 - ）は日本のトランペット奏者・指導者。
加古4兄弟の3番目で、長兄・加古隆はNHKスペシャルなどで有名なピアニスト・作曲家。

## 経歴
- 1952年、兵庫県生まれ。
- 1968年に伊丹市立南中学校卒業。西宮市立西宮東高等学校を経て東京芸術大学卒業。
- 1976から1980年までアメリカ留学（インディアナ大学他）

## 現職
- 東邦音楽大学名誉教授 2024年度〜
- 東京アーバン・ブラス・アンサンブル・トランペット奏者
- 東京シンフォニック・ブラス音楽監督・指揮者
- 日本トランペット協会理事長
- 元・東邦音楽大学大学院教授 〜2021年度
- 元・東邦音楽大学講師 (過去に教授、管弦打楽器専攻主任、教務部長を歴任) 〜2023年度